# Vol Korean Air Lines 007
Le 1er septembre 1983, le Boeing 747 effectuant le vol Korean Air Lines 007 reliant New York à Séoul via Anchorage dévie de sa route prévue et entre dans un espace aérien soviétique interdit. Il est abattu par un avion de chasse Soukhoï Su-15 de la défense aérienne soviétique à proximité de l'île Moneron, à l'ouest de l'île de Sakhaline en Russie. Aucun survivant n'est retrouvé parmi les 269 passagers et membres d'équipage, au nombre desquels figure le représentant américain Larry McDonald.
Bien que ce ne fut pas le premier incident de ce type, l'incident est l'un des moments les plus tendus de la guerre froide et conduit à une escalade du sentiment anti-soviétique, en particulier aux États-Unis. L'Union soviétique nie d'abord avoir connaissance de l'incident, mais admet plus tard avoir abattu le Boeing coréen, affirmant que l'avion était en mission d'espionnage. Le Politburo déclare qu'il s'agit d'une provocation délibérée de la part des États-Unis pour tester la préparation militaire de l'Union soviétique. La Maison-Blanche accuse de son côté l'Union soviétique d'entraver les opérations de recherche et de sauvetage. Les autorités soviétiques dissimulent des preuves aux enquêteurs de l'Organisation de l'aviation civile internationale (OACI), parmi lesquelles les enregistreurs de vol de l'avion coréen. Celles-ci sont communiquées huit ans plus tard, après la dislocation de l'Union soviétique. Bien que l'enquête de l'OACI rouverte à cette occasion conclue que le Boeing coréen s'est égaré accidentellement, diverses théories du complot sont avancées.

## Avion et équipage

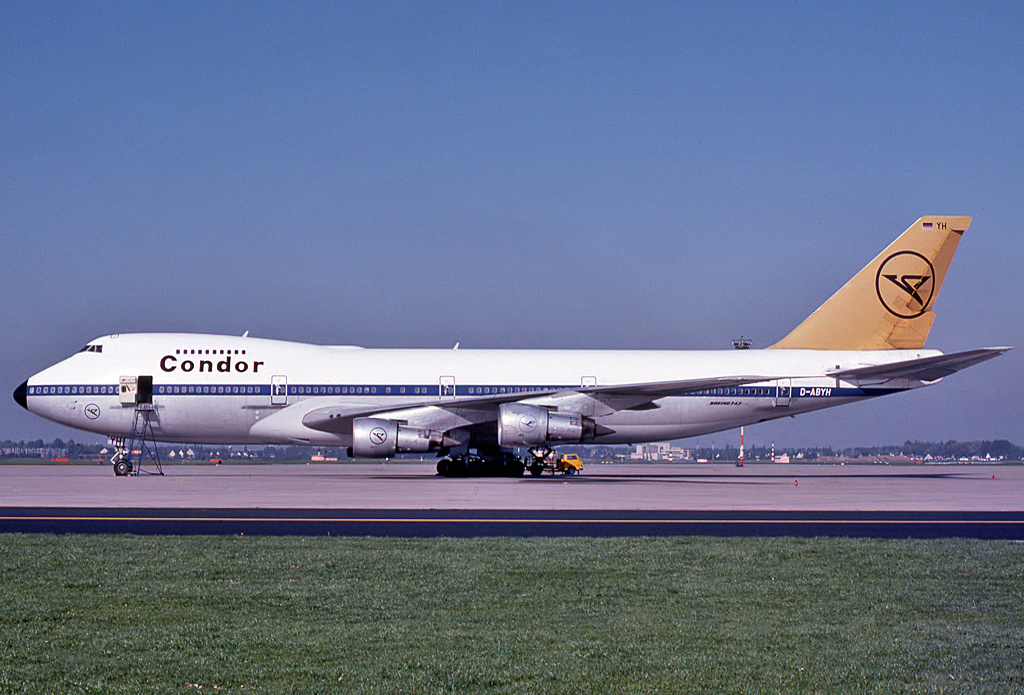
L'appareil impliqué dans l'accident, ici à l'aéroport international de Düsseldorf en octobre 1976, alors qu'il opérait pour Condor.

L'appareil assurant ce vol était un avion gros-porteur de type Boeing 747-230B, immatriculé HL7442 (numéro de série 20559/186). Il a été fabriqué en 1972 et était propulsé par quatre moteurs Pratt & Whitney JT9D-7A.
Ce vol était effectué par le commandant de bord Chun Byung-in (45 ans), le copilote Son Dong-hui (47 ans) et l'officier mécanicien navigant Kim Eui-dong (31 ans). Le commandant Chun totalisait 10 627 heures de vol à son actif, dont 6 618 heures sur Boeing 747. Le copilote Son cumulait 8 917 heures de vol, dont 3 411 heures sur 747. L'officier mécanicien navigant Kim totalisait 4 012 heures de vol, dont 2 614 heures sur 747.

## Reconstitution du vol

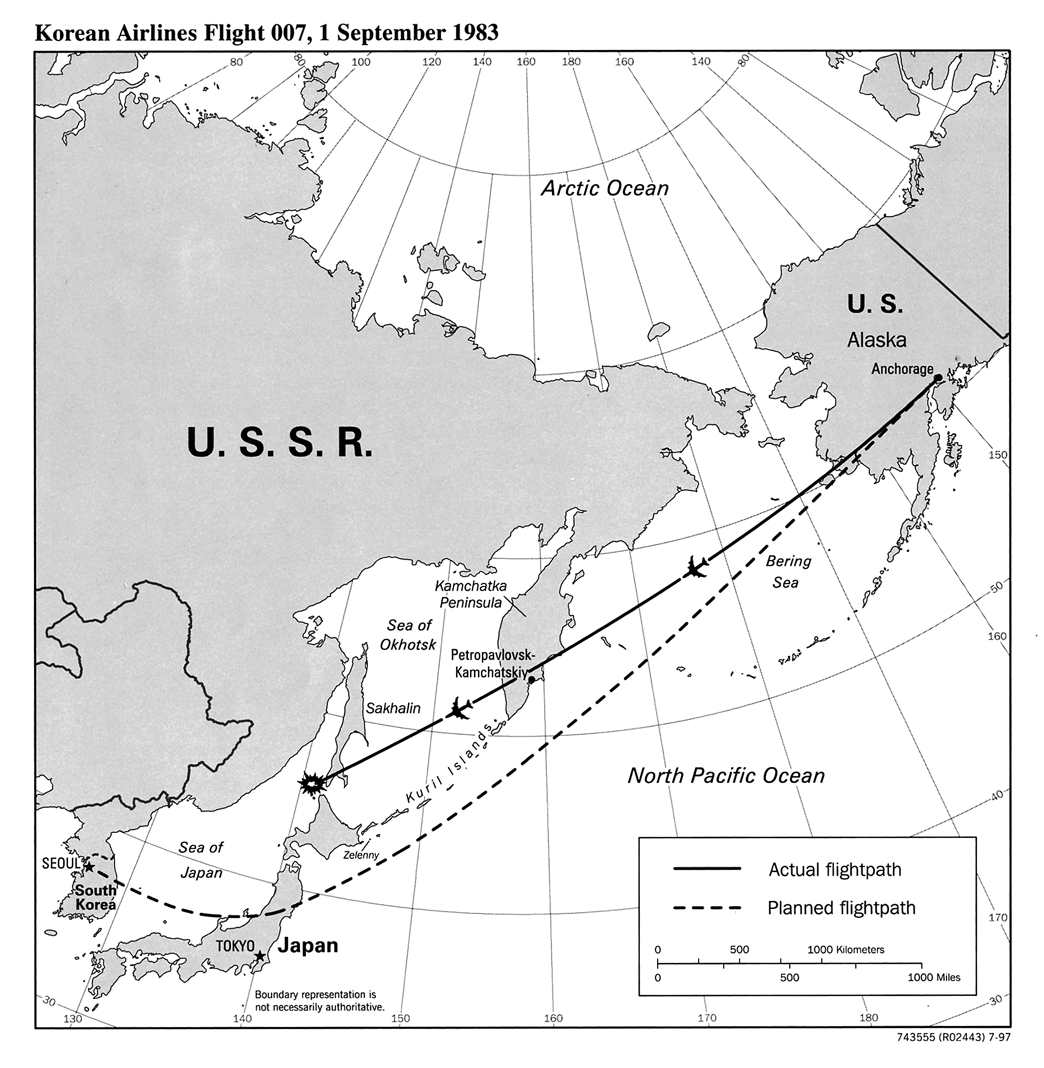
Trajectoires prévue (tireté) et réelle (trait plein) du vol 007.

Le vol 007 de Korean Air Lines reliait la ville de New York, aux États-Unis, à Séoul, en Corée du Sud. Il décolle de l'aéroport international John-F.-Kennedy le 31 août avec 246 passagers et 23 membres d'équipage à son bord. Après avoir refait le plein de carburant à l'aéroport international d'Anchorage en Alaska, il redécolle en direction de Séoul à 13 heures UTC (3 heures locales) le 1er septembre.
Le vol KAL 007 se dirige d'abord vers l'ouest puis infléchit sa trajectoire vers le nord en direction de Gimpo, l'aéroport de Séoul, ce qui le fait passer beaucoup plus à l'ouest que les vols habituels (suivant prétendument un cap magnétique de 245°), survolant la presqu'île du Kamtchatka puis la mer d'Okhotsk en direction de l'île de Sakhaline, violant ainsi une portion importante de l'espace aérien soviétique.
Un vol KAL avait déjà violé l'espace soviétique précédemment : en avril 1978, un chasseur soviétique avait tiré sur un avion coréen (vol 902 Korean Air Lines) qui avait survolé la presqu'île de Kola et l'avait forcé à faire un atterrissage en catastrophe sur un lac gelé. L'étude des causes de cet incident avait été compliquée à la suite du refus des Soviétiques de remettre les boîtes noires de l'appareil. D'autres avions commerciaux avaient déjà commis des erreurs de cet ordre, mais pas dans l'espace aérien soviétique.

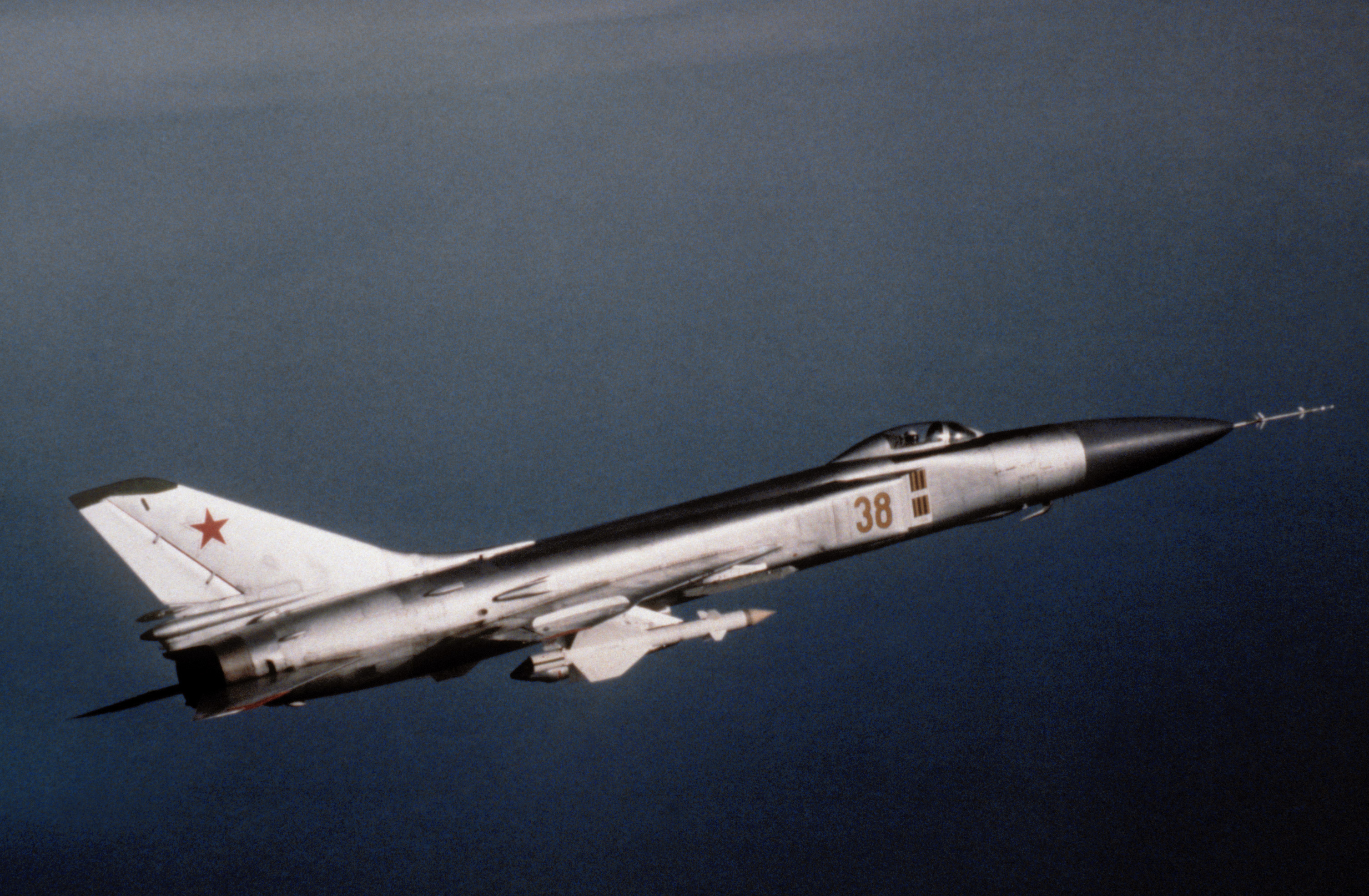
Un intercepteur soviétique Soukhoï Su-15 Flagon.

Alors que le vol 007 survole le territoire de l'Union soviétique, des chasseurs Su-15 Flagon et MiG‑23 Flogger de la force de défense antiaérienne soviétique, le prenant vraisemblablement pour un avion espion américain Boeing RC-135 qui faisait une mission dans le secteur, sont envoyés pour l'intercepter. À 18 h 26 UTC, l'un des deux Su-15 de la base aérienne de Dolinsk-Sokol (en) procède au lancement de deux missiles air-air K-8 en direction de l'avion de ligne qui vole à environ 10 600 mètres d’altitude. Après l'explosion des missiles, l'équipage du KAL 007 effectue une descente d'urgence en spirale, en raison de la dépressurisation rapide de la cabine de passagers. L'appareil s'abîme en mer, à environ 55 kilomètres au large de l'île Moneron, tuant toutes les personnes à bord. Les premières affirmations selon lesquelles l'avion aurait été forcé d'atterrir sur l'île de Sakhaline sont rapidement démenties, notamment par Moscou. Au Japon au contraire on annonce le 2 septembre que la veille au matin vers 3h 30 l'amiral Shizuka Hazahsi, commandant du navire de pêche, Chidori Maru n° 58 et ses hommes ont vu l'avion prendre feu en vol et ont fait un récit détaillé de leur témoignage.

## Nationalités des victimes par nombre
| Nationalité                          | Passagers | Équipage | Total |
| ------------------------------------ | --------- | -------- | ----- |
| Corée du Sud                         | 82        | 23       | 105   |
| États-Unis                           | 62        | 0        | 62    |
| Japon                                | 28        | 0        | 28    |
| Taïwan                               | 23        | 0        | 23    |
| Philippines                          | 16        | 0        | 16    |
| Royaume-Uni à l'époque [ Hong Kong ] | 12        | 0        | 12    |
| Canada                               | 8         | 0        | 8     |
| Thaïlande                            | 5         | 0        | 5     |
| Australie                            | 2         | 0        | 2     |
| Royaume-Uni                          | 2         | 0        | 2     |
| République dominicaine               | 1         | 0        | 1     |
| Inde                                 | 1         | 0        | 1     |
| Iran                                 | 1         | 0        | 1     |
| Malaisie                             | 1         | 0        | 1     |
| Suède                                | 1         | 0        | 1     |
| Vietnam                              | 1         | 0        | 1     |
| Total                                | 246       | 23       | 269   |

## Enquêtes
L'Organisation de l'aviation civile internationale (OACI) a conduit deux enquêtes sur l'incident : la première juste après et la seconde en 1992, après que l'administration Eltsine eut remis à la Corée du Sud les boîtes noires du Boeing. Les deux ont conclu que la violation de l'espace aérien soviétique était accidentelle. Le pilote automatique avait été paramétré sur sa limite ouest en mode guidage ou était passé en guidage inertiel lorsqu'il était hors de portée du verrouillage. C'est pourquoi l'appareil est resté sur le guidage magnétique constant choisi lorsque l'avion avait quitté Anchorage. Il fut établi que l'équipage n'avait ni remarqué cette erreur, ni effectué par la suite les vérifications qui l'auraient révélée, en raison d'un « manque de conscience de la situation et de coordination dans le poste de pilotage ».

## Conséquences

### Réponses politiques
Dans une allocution télévisée retransmise le 5 septembre 1983 depuis le bureau ovale, le président des États-Unis Ronald Reagan condamna l'attaque, la qualifiant de « massacre des Korean Air Lines », de « crime contre l'humanité [qui] ne doit jamais être oublié » et d'« acte de barbarie… [d'une] brutalité inhumaine ». Ou encore « l'URSS ne doit pas seulement des comptes à la Corée du Sud et aux États-Unis, elle en doit à l'Humanité tout entière ». Le jour suivant, l'Union soviétique admit avoir abattu le vol KAL 007, affirmant que les pilotes ne savaient pas qu'il s'agissait d'un avion civil lorsqu'il viola l'espace aérien soviétique. La presse américaine se fit l'écho d'appels à la guerre contre l'URSS. Un rapport de la National Security Agency (NSA) confirmera la méprise des Soviétiques.
L'attaque jeta un nouveau froid sur les relations entre les États-Unis et l'Union soviétique. Le 15 septembre, le président Reagan ordonna à la Federal Aviation Administration (FAA) de révoquer la licence d'Aeroflot pour les vols depuis et vers les États-Unis. Par conséquent, les vols Aeroflot vers l'Amérique du Nord n'étaient plus disponibles que vers le Canada ou le Mexique. Le service de l'Aeroflot vers les États-Unis ne fut pas rétabli avant le 29 avril 1986. Par ailleurs, vers le 20 septembre 1983, en raison du refus des gouverneurs de l'État de New York et du New Jersey de délivrer les autorisations de routine pour le vol d'Andreï Gromyko de se poser, le ministre des Affaires étrangères soviétique ne put se rendre à la session des Nations unies tenue annuellement à New York, pour la première fois depuis sa nomination à ce poste en février 1957.
L'ambassadeur américain auprès de l'Organisation des Nations unies (ONU) Jeane Kirkpatrick commissionna une présentation audiovisuelle au conseil de sécurité de l'ONU dès les premiers jours qui suivirent l'annonce des faits, utilisant les enregistrements des conversations radio soviétiques et une carte de la route de l'avion pour décrire l'attaque comme sauvage et injustifiée.

### Conséquences diplomatiques
Cet incident se produisit en pleine crise des euromissiles, quelques mois avant l'installation en Grande-Bretagne des premiers missiles américains, Pershing II et de croisière (décembre 1983-janvier 1984). La réponse maladroite des Soviétiques, notamment le refus de laisser les Américains enquêter sur place ou de leur transmettre les boîtes noires, laissa croire à une mauvaise foi de leur part ; d'autre part, cela prouvait que la direction de l'Union soviétique ne fonctionnait pas convenablement à cause de la maladie de Iouri Andropov qui allait mourir en février 1984. Ce refus et ce flottement furent habilement exploités par le président Reagan pour lui permettre d'accabler l'Union soviétique et de justifier la fermeté occidentale dans les rapports Est-Ouest. En fait, Moscou souhaitait une initiative plus légaliste : ainsi, quand la France réagit verbalement sur un ton similaire à celui des États-Unis et des pays d'Europe occidentale (mais sans s'associer à leur politique de boycott aérien), le ministre des Affaires étrangères soviétique Andreï Gromyko exprima le regret qu'elle n'ait pas manifesté son indépendance en demandant l'ouverture d'une enquête internationale. Quelques jours plus tôt, le 26 août 1983, pendant la crise des Euromissiles, Iouri Andropov en poste depuis la mort de Brejnev (novembre 1982) avait formulé une proposition de réduction sensible du nombre de SS 20 en surnombre et non plus un simple transfert en Asie comme il l'avait proposé en décembre 1982. Cette proposition fut reportée sine die du fait de l'exploitation américaine de l'annonce de la destruction du Boeing sud-coréen. Les Américains annoncèrent qu'ils porteraient la question aux négociations de Genève (relatives à la double décision de l'OTAN prise le 14 décembre 1979). D'après les mémoires d'Andréï Gromyko, pendant plusieurs semaines il ne fut question que de cela.
En 1984, le maréchal Nikolaï Ogarkov fut destitué de ses fonctions de chef d'état-major, parce qu'il symbolisait la confrontation avec les États-Unis. Le pilote ayant tiré le missile fatal de son Su-15 est le colonel Osipovitch. Il reste persuadé que sa hiérarchie ne lui aurait pas ordonné d'abattre l'avion s'il n'avait pas été espion.

### Changements techniques
À la suite de cet accident, Ronald Reagan annonça que la technologie GPS serait ouverte pour des usages civils.
La route aérienne R20 (que le vol 007 était supposé suivre) fut fermée après l'accident car jugée trop près de l'espace aérien soviétique (28 kilomètres au point le plus proche). Les vols furent redirigés vers la route R80, qui passait à plus de 280 kilomètres. La route R20 fut cependant rouverte un mois plus tard.
Des radars militaires furent utilisés pour étendre la zone de surveillance des vols à partir d'Anchorage et pouvoir ainsi prévenir un avion qui dériverait trop de sa route prévue ou entrerait dans l'espace aérien soviétique.
Enfin, le pilote automatique dans le cockpit fut équipé d'un voyant lumineux indiquant si celui-ci est enclenché ou non.

### Couverture médiatique
Les journalistes Serge Halimi et Pierre Rimbert portent un regard critique sur l'attitude de la presse américaine, pointant du doigt un traitement à géométrie variable en comparaison de leur couverture de la destruction par les États-Unis du vol 655 Iran Air [vol civil abattu par un tir de missile en 1988, faisant 290 morts
Dans une étude comparée des deux évènements publiée en 1991, le professeur de science politique Robert M. Entman relève que « dans le cas de l’attaque soviétique, le cadrage général choisi par les médias américains insistait sur la banqueroute morale et la culpabilité de la nation à l’origine du tir, alors que, dans le second cas, il minorait la culpabilité et mettait l’accent sur les problèmes complexes liés à des opérations militaires dans lesquelles la technologie joue un rôle-clé ».

## Controverses
Cet incident a été l'objet d'une « guerre de communication » entre Soviétiques et Américains, chacun présentant une version contradictoire.

### Accusations d'espionnage
Les Soviétiques réagirent aux accusations occidentales en répondant que le Boeing 747 avait tenté d'accomplir une mission d'espionnage ou une provocation dans leur espace aérien. Cet argument fut présenté en détail par le maréchal Nikolai Ogarkov, chef d'état-major de l'Armée rouge, dans une conférence de presse donnée le 9 septembre 1983 et couverte par la presse du monde entier. Parlant devant une immense carte montrant l'intrusion du vol KAL 007 dans l'espace aérien soviétique, Ogarkov affirma sans ménagement que « c'était une opération délibérée et entièrement planifiée par les services des renseignements ». Cette version fut reprise en plus fort le 28 septembre 1983 par Iouri Andropov dans une déclaration publique relayée par les médias soviétiques. Il expliqua que l'avion avait été utilisé dans une vaste opération de provocation sophistiquée destinée à obtenir une augmentation des crédits militaires, et qualifia l'administration Reagan d'aventuriste, militariste et dangereuse.

### Confusion avec un RC-135

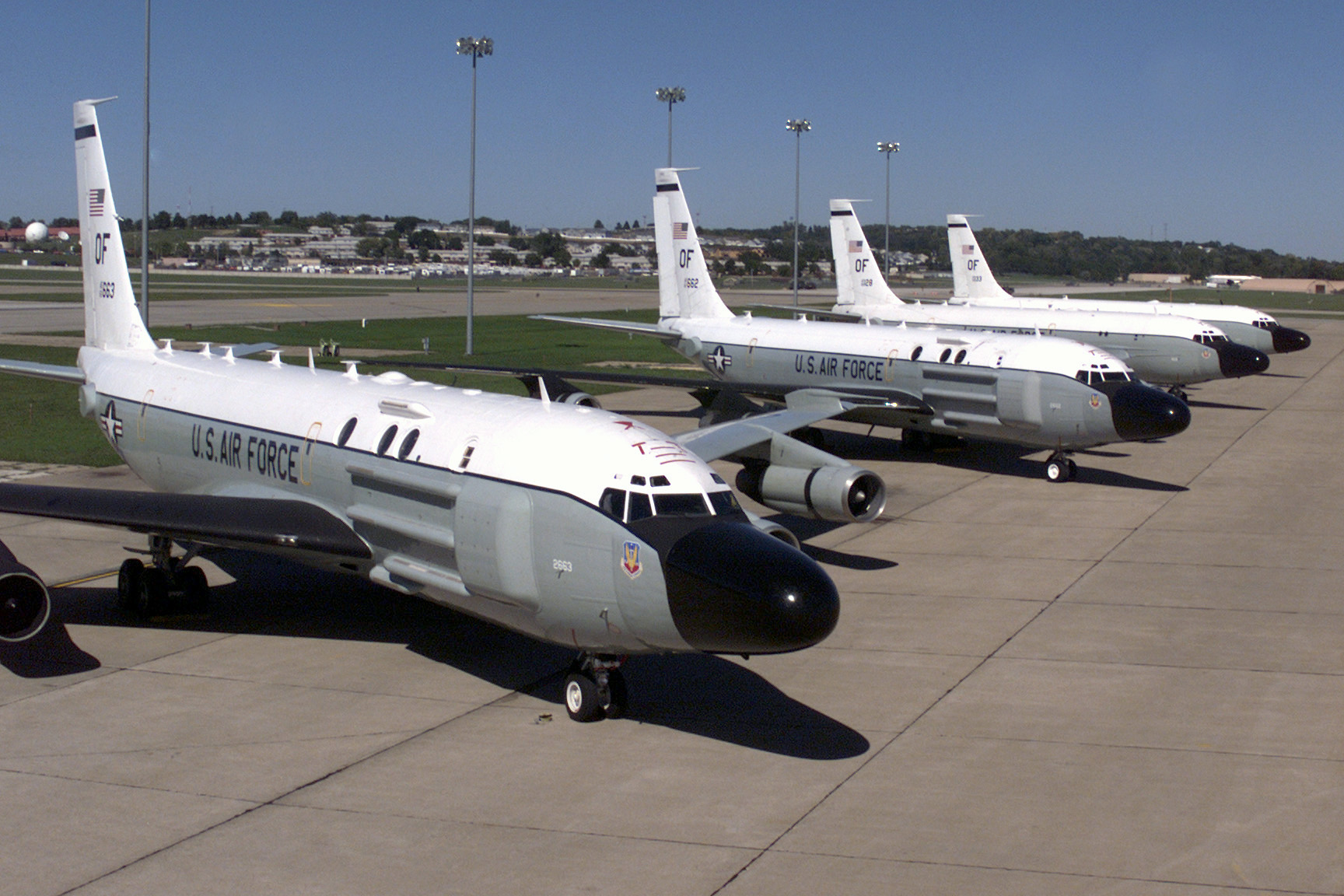
Deux Boeing RC-135S Cobra Ball (au premier plan).

Une théorie est que le vol KAL 007 a été confondu avec un Boeing RC-135S Cobra Ball de l'USAF qui effectuait une mission de routine de renseignement électronique au nord-est du Kamtchatka à peu près au même moment. Les systèmes radars soviétiques à longue portée n'étaient pas opérationnels à l'époque, donc lorsque le RC-135 prit sa « route », il apparut sur l'écran, fit demi-tour avant de disparaître à nouveau. Cela s'est reproduit plusieurs fois jusqu'à ce que le vol 007 réapparaisse sur le radar sur une route située à seulement 112 kilomètres du couloir emprunté par le RC-135 à peu près au moment où ce dernier aurait dû réapparaître sur leurs radars. Les Soviétiques auraient cru de bonne foi que cet écho radar était à nouveau le RC-135, et cette fois, l'avion entra dans l'espace aérien soviétique. Cette erreur aurait eu pour conséquence que les Soviétiques considérèrent dès le début que l'appareil était un RC-135 et non un avion de ligne. Immédiatement après la conférence de Nicolai Orgakov du 9 septembre 1983, qui avait également invoqué la présence d'un autre avion dans les parages, le Pentagone lâcha du lest et reconnut la présence du RC 135. Et en 1988 la CIA affirma que d'après ses recherches les Soviétiques avaient tiré sur le Boeing par confusion avec le RC 135.

### Accusations de désinformation
Le président Reagan qualifia ces théories de propagande soviétique.
Par la suite, plusieurs articles défendant la théorie que le vol 007 participait bien à une mission d'espionnage ont été accusés d'être des œuvres de désinformation soviétiques.
Au début de l'année 1984, un auteur du nom d'Akio Takahashi (apparemment un pseudonyme) publia un livret au Japon accusant les États-Unis d'utiliser des avions civils dans un but d'espionnage. Une des affirmations était que le vol 902 Korean Air Lines avait été coordonné pour avoir lieu au même moment où deux satellites d'écoute électronique « Ferret-D » passaient au-dessus de la zone concernée ; ces accusations furent aussitôt reprises par la presse soviétique. Les satellites incriminés étaient appelés 1974-085-3 et 1978-029-3. Or le système de désignation international des satellites utilise des noms formés de l'année de lancement, du numéro de lancement, et d'une lettre pour les différents satellites d'un unique lancement. Les véritables noms de ces satellites sont 1974-085B et 1978-029B. « B » est la deuxième lettre de l'alphabet latin, mais la troisième de l'alphabet cyrillique. Cela laisse supposer que la désignation a été traduite du russe vers le japonais. Par ailleurs, les satellites américains ferret ne portent pas de nom de classes et « Ferret-D » est une désignation soviétique,.
Un article publié sous le pseudonyme « P. Q. Mann » à l'été 1984 dans la revue britannique Defence Attaché donna une forte répercussion aux accusations d'espionnage. Elle reprenait l'accusation que des vols civils étaient utilisés pour déclencher des alertes de la défense aérienne soviétique, et ajoutait que dans le cas du vol 007, la navette spatiale Challenger avait également été utilisée pour écouter les communications soviétiques depuis l'espace. (En réalité, la navette spatiale n'était pas en position de capter des signaux émis du territoire soviétique, caché par la courbure de la Terre.) Dans cet article, une source donnée est un numéro du magazine Spaceflight daté du « 7 juillet 1978 ». En fait cette revue est mensuelle et l'auteur de l'article a probablement pris l'indication « numéro 7 » pour une indication du mois (juillet), ce qui laisse supposer que l'auteur est un mauvais anglophone. Quelques jours après la parution de l'article de Defence Attaché, les Izvestia en ont publié un résumé, dans lequel ils citent « P. Q. Mann » comme affirmant que tous les astronautes à bord de Challenger étaient des officiers militaires supérieurs. Cette affirmation ne figure pas dans l'article de « Mann » ; il est possible que les Izvestia fassent référence à un brouillon d'avant publication. Korean Air Lines intenta un procès à la revue britannique, qui n'essaya même pas de se défendre devant les tribunaux : Defence Attaché paya des dommages substantiels aux Korean Air Lines hors cour et désavoua l'article de « P. Q. Mann ».
Du côté américain, une vidéo communiquée début septembre 1983 par le département d'État à Jeane Kirkpatrick à l'ONU montra une destruction délibérée sans tir de sommation par la chasse soviétique de l'avion intrus que les Soviétiques savaient être un avion de ligne. Mais des analyses des enregistrements dans les mois suivants - publiées officiellement par l'OACI en 1993 -, conclurent que les Soviétiques pensaient sincèrement que l'avion était un Boeing RC-135 américain de reconnaissance et qu'ils avaient effectué des tirs de sommation. Alvin A. Snyder, journaliste de télévision et producteur de la vidéo présentée le 6 septembre 1983 à l'ONU par Jeane Kirpatrick, affirma, après le déclassement des archives au titre de la loi américaine sur la liberté d'information, treize ans après la tragédie et trois ans après sa découverte de l'enregistrement intégral « J'ai dit au monde que les Soviétiques l'avaient abattu de sang-froid, mais j'avais tort. ». Selon Snyder, « la vidéo était puissante, efficace et fausse ». L'objectif politique était affiché :
Le secrétaire d'État, George Shultz, avait promis en septembre 1983 dans une note au président Reagan qu'on ferait un énorme effort de relations publiques pour « exploiter l'incident ». L'intention était de lier l'incident aux questions de désarmement nucléaire. Jeter le doute sur l'intégrité soviétique pourrait faire de sérieux dommages à la campagne de paix du Kremlin visant à dissuader les alliés de l'OTAN de placer des armes nucléaires américaines sur leur sol.

### Sur les tirs de sommations
Guennadi Ossipovitch témoigne en 1991, à une période où la fin de l'URSS l'autorise à parler librement, des circonstances l'ayant conduit à tirer sur un appareil non identifié. Selon lui, à 8 000 mètres il reçut l'ordre de grimper à l'altitude de la cible et de l'abattre, avant de recevoir un contre-ordre lui disant de forcer l'avion de ligne à atterrir. Le pilote dit se rappeler ne pas avoir réussi à identifier le type d'appareil. N'ayant pu entrer en contact radio avec l'avion inconnu, il dit avoir scrupuleusement suivi les procédures d'avertissement selon le protocole international : se placer de façon que l'équipage de l'avion comprenne les manœuvres d'interception, faire clignoter ses feux, balancer les ailes alternativement à gauche et à droite, faire une sommation en lâchant une rafale de balles traçantes — dans ce cas précis une rafale d'obus car le pilote soviétique ne possédait pas de balles traçantes. L'avion n'aurait pas obtempéré mais aurait tenté de fuir en réduisant sa vitesse, le pilote soviétique l'aurait alors abattu d'un missile mais n'éprouve toujours aujourd'hui aucun remords affirmant que c'était un avion d'espionnage qui aurait survolé cette zone d'après celui-ci et aurait même été payé après une fois sa mission terminée selon une autre version.

## Théories alternatives
Comme à l'occasion de tout désastre sérieux, des théories du complot, des enquêtes indépendantes contestataires ont émergé. Certaines reprennent les accusations initialement lancées par les Soviétiques que l'appareil était en mission d'espionnage. Quelques-unes vont jusqu'à mettre en cause la version communément admise des circonstances dans lesquelles l'appareil fut abattu — lieu et horaire —, la nationalité soviétique du tireur et du missile ; d'autres se demandèrent s'il fut réellement abattu, et supposèrent que des passagers survécurent. Les théories sont si nombreuses qu'un journaliste a dit que « seuls l'heure de départ d'Anchorage et le nombre de passagers à bord accordent tout le monde »,.
Des auteurs ont publié des livres qui semblaient donner substance à certains détails des allégations, comme le fait que d'après David Pearson la route suivie par le KAL 007 « traverse des zones de tests de missiles soviétiques, survole plusieurs grands radars à commande de phase, et passe à proximité des bases sous-marines soviétiques à Petropavlovsk » et que, à quinze minutes derrière le vol KAL 007, se trouvait un autre avion civil (le vol KAL 015) qui relayait les messages du KAL 007 à la tour de contrôle. Il se trouve qu'au même moment un satellite américain passait en mer d'Okhotsk procurant à la CIA et/au Pentagone une moisson de renseignements sur les codes de défense soviétique qui n'ont pas manqué de s'actionner au moment du passage de l'avion. D'autres auteurs ont analysé les parties du plan de vol qui ont été rendues publiques et ont conclu que l'avion a dû effectuer des manœuvres délibérées, ce qui discrédite la théorie selon laquelle l'avion serait resté sur pilote automatique. Par ailleurs l'équipage de l'avion de ligne disposait, au départ d'Anchorage, des cartes de plans de vol dans lesquelles les régions indûment survolées par KAL 007, apparaissaient comme "zones interdites". En 1985, dans Black Boxes, « un soviétologue, fort hostile à l'URSS, Alexander Dallin, concluait que l'avion avait peut-être été volontairement dérouté ».
Une autre théorie voudrait que ce soit Richard Helms qui ait été visé par les soviétiques ; c'est Larry McDonald qui est mort à sa place sur ce vol.

### Théorie de la survie des passagers et de l'équipage
Certaines personnes pensent que la totalité ou la plupart des passagers et équipage du vol KAL 007 ont survécu après l'atterrissage de leur avion endommagé sur une piste de l'île de Sakhaline, et ont alors été placés dans des camps de travail soviétiques (Goulag), prisons ou orphelinats dans le cas des nombreux enfants. 
Par ailleurs, pour soutenir la thèse de l'amerrissage, une écoute des enregistrements de la boîte noire montre qu'aucun des quatre moteurs du KAL 007 n'était endommagé : à 18 h 26 min 6 s, le commandant de bord s'écrie « Que s'est-il passé ? », le copilote répond : « Comment ? », deux secondes plus tard, le commandant ordonne « Réduisez les gaz » et son second répond « Les moteurs fonctionnent, commandant ».

### Théorie de l'innocence soviétique
Michel Brun et John Keppel s'expriment à la fin des années 1980 sur le sujet. M. Brun est un ancien marin et aviateur, et travaille à Tokyo pour le « Fund for Constitutional Government (en) » (association à but non lucratif visant à sensibiliser le public américain sur la conduite des affaires par son gouvernement) depuis cinq ans en 1990. M. Keppel, qui travaille alors également pour le Fund for Constitutional Government, est un ancien diplomate américain en URSS et Corée du Sud de 1947 à 1957, ainsi qu'un ancien directeur adjoint du département d'État. Keppel travaille sur le sujet pour le « Found » depuis le crash, et son enquête de neuf ans, tout comme les documents et confidences réunis par Brun les ont amenés à renverser complètement la problématique des responsabilités et du dénouement de la tragédie. Pour eux, non seulement l'avion de ligne était intentionnellement présent dans une mission d'espionnage ou de provocation, mais il ne fut pas abattu par la chasse soviétique. 
Installé à Tokyo, Brun il aurait reçu de nombreuses confidences d'officiels japonais. Keppel quant à lui donne une conférence à Harvard sur le sujet à la fin de son enquête. Avec un argument nouveau M. Brun a expliqué que la présence intrusive de l'avion à Kamtchatka ne pouvait s'expliquer par une erreur de navigation : alors que l'équipage a toujours dit aux tours de contrôle qu'il était sur la bonne route, il ne pouvait pas ne pas apercevoir les lumières des villes survolées, alors qu'il aurait dû normalement se trouver au-dessus de la mer.

### Critique de la théorie de l'innocence soviétique
À l'occasion du quarantième anniversaire de la tragédie, Nicolas Bernard s'interroge dans la note 28 d'un article internaute sur la prise au sèrieux de leurs travaux par le journal Le Monde et estime que la thèse de M. Brun et J. Keppel (mais sans jamais nommer le second) relève de la théorie du complot, Brun ayant, selon lui, soigneusement écarté tous les éléments de nature à réfuter leur théorie . Il pense à des conversations radiophoniques relevées par l'OACI dans son second rapport de 1993 pour affirmer que le pilote n'aurait jamais signalé de bataille à Sakhaline. Michel Brun en contesterait l'authenticité sans répondre à un argument qui le gênerait. Dans le corpus du texte il s'appuie sur des enquêtes des deux journalistes soviétiques contestataires de l'ancienne version officielle soviétiques des Izveztias, Alexandre Chalnev et Andrei Illesh, des navires chercheurs de l'URSS ont finalement découvert l'épave de l'avion de ligne environ deux mois après sa destruction. Nicolas Bernard se demande enfin comment il se fait qu'une bataille aérienne américano-soviétique qui aurait vu la destruction d'une dizaine d'avions, n'aurait pas entraîné le déclenchement d'une guerre mondiale.

## Culture populaire

### Album et chanson
- Le musicien Gary Moore a composé un titre Murder in the Skies (Meurtre dans les cieux), inclus dans son album de 1983, Victims of the Future, qui décrit de manière lyrique cette tragédie. Les Jazz Butcher (en) ont également une chanson dans leur album de 1984, Scandal in Bohemia, au sujet du vol KAL 007, intitulée President Reagan's Birthday Present (Le cadeau d'anniversaire du président Reagan).
- Le groupe de heavy metal allemand Pänzer a fait une reprise de Murder in the Skies.

- Côté français (et francophone), le groupe de ska-rock La Souris Déglinguée (aussi appelé LSD) a publié en 1997 un album intitulé Granadaamok, dans lequel figure la chanson Dans le ciel de l'U.R.S.S. ; on peut notamment y entendre le couplet puis le refrain suivants :

Parce qu'ils avaient survolé le ciel de l'U.R.S.S.
À bord d'un avion civil de la Corée du Sud
237 passagers, stewards, pilotes et hôtesses
Ont été homicidés à haute altitude
Dans le ciel d'un empire criminel
Dans le ciel de l'URSS

### Ouvrages où est fait mention de cet accident
- Georges Sokoloff, La Puissance pauvre, History, 2014.
- Luc Mary, On a frôlé la guerre atomique, History, 2018.
- Christian Roger, Piloter ses rêves: De la Patrouille de France au Boeing 747, Biography & Autobiography, 2018.
- Maud Qussard, Stratégies d’influence et guerres de l’information, PUR, 2019.

### Bande dessinée
- Dans le tome 22 de L'Histoire secrète, le Roi du monde, l'accident a en réalité été voulu par les services secrets soviétiques.

### Poème
- Le titre de l'un des poèmes du recueil de l'auteur Janet McAdams The Island of Lost Luggage (L'Île des bagages perdus) fait référence à l'accident.

### Romans
- Le roman Le vol 007 ne répond plus (collection « SAS »), de Gérard de Villiers, fait explicitement référence à l'accident en fin de récit et montre un choix délibéré du gouvernement soviétique d'abattre l'avion afin qu'un transfuge russe ne puisse pas passer à l'Ouest.
- Richard Kerlan, dans son roman d'espionnage Sukhoï, se sert de cette tragédie pour couvrir une opération d'exfiltration de savant russe.
- Dans le roman Sakhalin Breakout de Jack Hild (no 18 de la série SOBs [Soldiers of Barrabas]), des mercenaires américains doivent s'infiltrer en territoire soviétique afin de connaître la raison pour laquelle le Boeing coréen a été abattu.

### Film et série TV
- Dans la série Deutschland 83, épisode 6, l'incident est traité.
- Dans le film de 1991, True Colors, John Cusack joue un personnage qui affirme que ses parents étaient à bord du vol KAL 007 (« cet avion coréen qui a été abattu »).
- History Channel a diffusé une série, intitulée Secrets of the Black Box, qui relatait cet incident et d'autres.
- L'accident a fait l'objet d'un épisode dans la série télé Air Crash nommé « Tensions au-dessus de la Russie » (saison 9 - épisode 5).
- L'incident est traité dans l'épisode 7 de la 2ème saison de la série For All Mankind.

### Téléfilms et documentaires
Deux téléfilms traitant de l'accident ont été produits :
- En 1988, Shootdown, joué par Angela Lansbury, John Cullum, et Kyle Secor, est basé sur le livre du même nom écrit par R. W. Johnson, au sujet des efforts de Nan Moore (Lansbury), la mère d'un passager, pour obtenir des réponses de la part des gouvernements américain, soviétique et sud-coréen ; il a été diffusé plusieurs fois en France sur TMC.
- En 1989, Coded Hostile (Tailspin – Behind the Korean Airliner Tragedy aux États-Unis, intitulé en français Le vol 007 ne répond plus et Absence radar) est un docudrama britannique de Granada Television réalisé par David Darlow détaillant les actions du renseignement et du gouvernement américains. Il suit essentiellement le reportage de l'affaire qu'en a fait Seymour Hersh dans son livre The Target Is Destroyed[42].

- Autre documentaire: Secrets of the Black Box: KAL 007. The History Channel, 2005.

### Jeu vidéo
- Dans Phantom Doctrine sorti en 2018, la destruction du vol KAL 007 est l’objet de la quatrième mission. Dans ce scénario, une organisation secrète projette la destruction de l'avion dans le but de convaincre le gouvernement américain d'autoriser l'usage civil du GPS. Le joueur doit alors essayer de couper les transmissions entre la station de contrôle au sol et les intercepteurs soviétiques.

### Conclusion de l'enquête
35 ans après ce drame, les familles des victimes attendent toujours des réponses à leurs questions, l'enquête étant close en 2008. 